# Pandémia

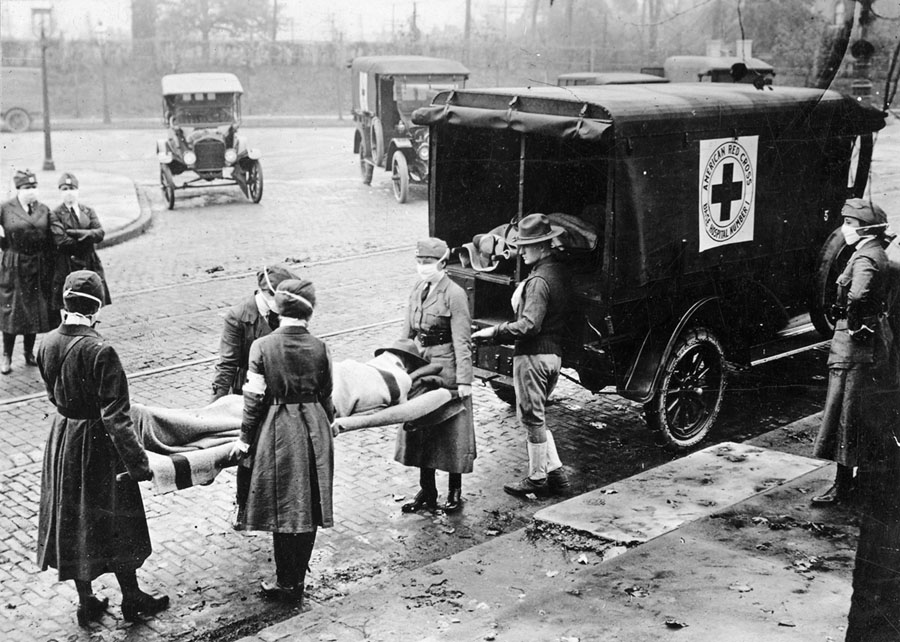
Az amerikai Vöröskereszt maszkot viselő tagjai elszállítanak egy halálos áldozatot a spanyolnátha pandémia idején Saint Louisban, (1918)

AIDS és HIV előfordulása a világon 2009-ben
No data
< 0.1%
0.1–0.5%
0.5–1%
1–5%
5–15%
15–50%

Világtérkép és a koronavírus terjedése

Covid19-pandémia
Több mint 1000 megerősített eset a világon
500–999 megerősített eset
100–499 megerősített eset
10–99 megerősített eset
1–9 megerősített eset

A pandémia (görög παν pan, „mind” + δήμος demosz, „nép” ) vagy világjárvány olyan fertőző betegség okozta járvány, amely sok embert fertőz meg nagyon nagy területen, akár több kontinensen, vagy világszerte. Hivatalosan az Egészségügyi Világszervezet (WHO) hirdethet pandémiát. Ha egy világjárványban nem emberek, hanem állatok betegednek meg, akkor panzoózisról beszélünk.
Ha a fertőző betegség esetei rövid időn belül, a megszokottnál nagyobb számban fordulnak elő, és köztük kapcsolat van, akkor epidémiáról - azaz járványról - van szó. Ha egy adott területen a fertőző betegség tartósan jelen van és időnként új eseteket produkál, akkor endémiáról beszélhetünk. A szezonális influenzát, amely nagy területeket érint, de nem az egész világot, endémiának szokták tekinteni, nem pandémiának, de egy új, emberek közt pusztító influenzavírus lehet pandémia okozója.
A történelem folyamán az emberiség többször nézett szembe pandémiát okozó betegségekkel. Ilyen volt a fekete himlő és a gümőkór. Az egyik legpusztítóbb endémiát a pestis okozta: a "Fekete Halál" a 14. században 75-200 millió ember halálát okozta. Pusztító világjárványt okozott 1918-ban és 1919-ben a spanyolnátha. A közelmúlt világjárványa volt a 2009-es influenzapandémia, a jelenkoré pedig a Covid19-pandémia.

## Definíciója

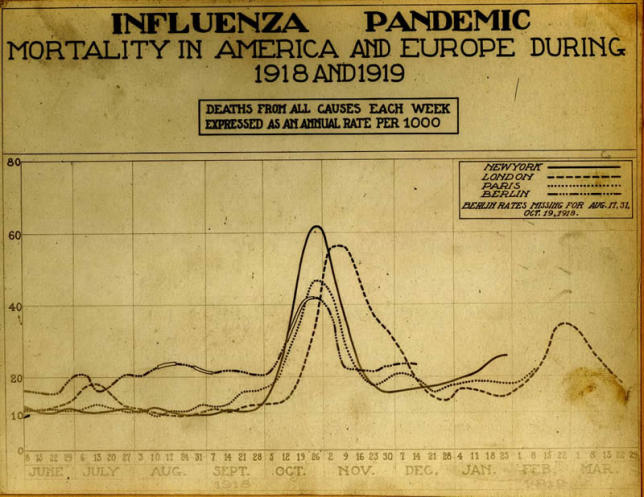
Történelmi grafikon az amerikai és európai halálozási arányokról, az 1918-1919-ben lezajlott, három hullámban terjedő pandémiáról, (Egészségügyi és Orvosi Nemzeti Múzeum, Fegyveres Erők Patológiai Intézete, Washington, D.C.)

Az Egészségügyi Világszervezet (WHO) szerint pandémia három feltétel megléte esetén alakul ki:
- A népesség számára új betegség megjelenése.
- A kórokozó embereket fertőz meg, komoly betegséget okozva.
- A kórokozó könnyen és fenntarthatóan terjed az emberek között.

Egy betegség nem feltétlenül pandemikus akkor, ha elterjedt és sok ember veszíti az életét, fertőzőnek is kell lennie. Például a rák sok ember halálát okozza, de nem pandemikus, mert nem fertőző.

## Fázisai
Az elért veszélyesség alapján a pandémia veszélyességét, illetve magát a pandémia fogalmát az Egészségügyi Világszervezet (WHO) a 2005-ben definiált, majd 2009-ben felülvizsgált, az influenzára alkalmazott kategorizálásában hat fázisra osztotta:
- 1. fázis: Az állatok szervezetében jelen lévő vírusokat nem mutatták ki emberben.
- 2. fázis: Állati influenzavírus megfertőzött embereket, ezért pandémia-fenyegetést jelenthet.
- 3. fázis: Genetikailag módosult állati, vagy emberi-állati influenzavírus elszigetelt esetekben vagy kis gócokban megbetegített embereket, de nem hozott létre olyan emberről emberre terjedő fertőzést, amely elegendő lenne a nagyobb méretű elterjedéshez az emberi közösségekben.
- 4. fázis: Bebizonyosodott, hogy a vírus emberről emberre terjed és megemelkedett annak a veszélye, hogy nagy közösségi méretekben elterjedjen (de ez még nem jelenti, hogy pandémia alakul ki). Az érintett országoknak sürgősen konzultálniuk kell a WHO-val.
- 5. fázis: A vírus legalább két országban emberről emberre terjed egy WHO régión belül. Az 5. fázis meghirdetése erős jelzés, hogy a pandémia küszöbön áll és a védelmi intézkedésekre rendelkezésre álló idő már rövid.
- 6. fázis: Maga a pandémia, amikor egy második WHO-régió legalább egy országában is kitör a nagyközösségi méretű járvány.

A csúcs utáni időszakban a legtöbb megfelelő figyelőrendszerrel rendelkező országban a megbetegedések száma a csúcsszintről csökkenni kezd. Még ekkor is fel kell készülni azonban a járvány újabb hullámára.
A korábbi pandémiák egy-egy hulláma tipikusan több hónapig volt jelen. Az egyes hullámokat több hónapos szünetek választhatják el egymástól, ezért a pandémia lecsengése nem jelenthető be hamar.
A pandémia utáni időszakban a megbetegedési aktivitás a korábbi szezonális influenza szintre tér vissza. Ebben a szakaszban is fontos azonban fenntartani a pandémia-készültséget.
A 2009-es felülvizsgálat során a H5N1 madárinfluenza tanulságait foglalták össze, és a 6. fázis kritériuma, hogy a hatból legalább két régióban kell jelen lennie a járványnak, nem tartható.
Jelenleg ciklikus modellt használnak. Ezt 2017-ben fogadták el, a sertésinfluenza-járványból okulva. Csökkentették a kritériumok számát. A negyedik szakasz visszalép az elsőre:
- Nyugalmi szakasz: Két pandémia közötti szakasz. Ekkor lehet felkészülni a következő pandémiára.
- Készenléti szakasz: Új influenza altípus jelent meg az emberek között. Fokozni kell a figyelmet, és gondosan megbecsülni a kockázatokat helyi, országos és globális szinten. Ha nem várható, hogy az új influenza pandémiát okoz, akkor vissza lehet lépni a nyugalmi szakaszra: ez lesz a szezonális influenza.
- Pandémiás szakasz: Virológiai, epidemiológiai és klinikai eredmények alapján bizonyossá vált, hogy az új influenza világjárványt okoz. Ennek megfelelően felkészülten kell várni a járványt, ami végigsöpör a teljes bolygón.
- Átmeneti szakasz: A járvány lecsengésével az óvintézkedéseket be lehet szüntetni.
- Ezután vissza lehet lépni a nyugalmi szakaszba, ami a következő influenza-altípus felbukkanásáig tart.

A különböző szakaszok között átmenetnek szükség esetén gyorsnak kell lennie.

## Pandémiás helyzetet kezelő magyar szervezetek

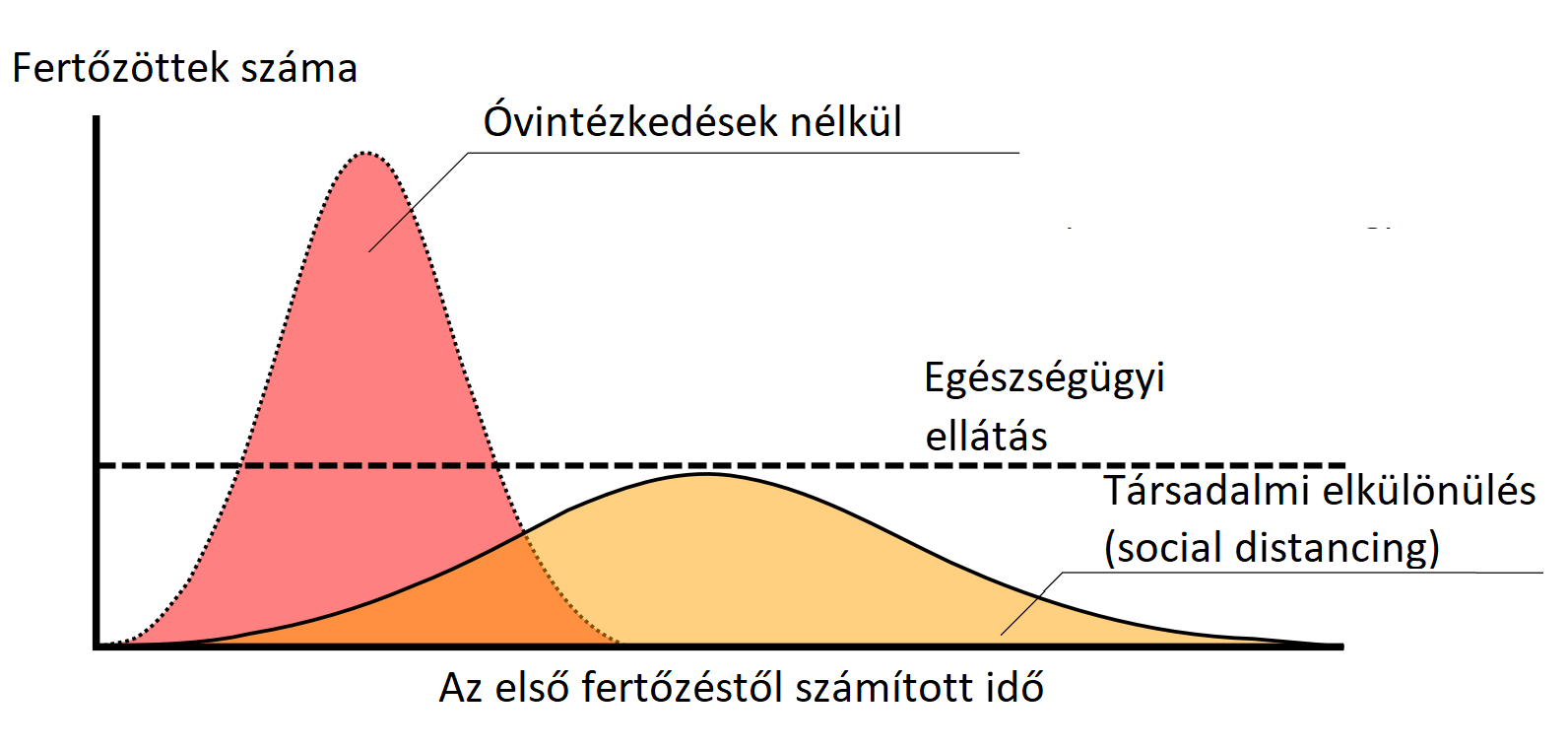
A szociális izolációnak vagy társadalmi elkülönülésnek, közösségi távolságtartásnak nevezett közegészségügyi és járványügyi stratégia hatása egy pandémia esetében, a lakosság egymás közötti érintkezésének csökkentésével. Dél-Koreában, Japánban és Szingapúrban hatékony fertőzés-ellenes intézkedéseket hoztak. A stratégia célja a magasabb higiénia, az esetszámok exponenciális növekedésének megakadályozása, a fertőzés „csúcsának” a „lapítása”, elegendő helyet biztosítani a kórházakban, a halálesetek számának minimalizálása céljából.

A járványok, illetve a pandémia felkészüléséért és felszámolásáért felelős egészségügyi szervezetek
- Emberi Erőforrások Minisztériuma (EMMI)
- Nemzeti Népegészségügyi Központ (NNK)
- Országos Tisztifőorvosi Hivatal (OTH)
- Országos Epidémiai Központ (OEK)
- Az NNK regionális és kistérségi intézetei
- Nemzeti Influenza Pandémia Prevenciós Bizottság (NIPP)
- Országos Mentőszolgálat (OMSZ)
- Egészségügyi intézmények és kórházak

Az NNK országos intézetei: 
- Országos Környezetegészségügyi Intézet (OKI)
- Országos „Frederic Joliot-Curie” Sugárbiológiai és Sugáregészségügyi Kutató Intézet (OSSKI)
- Országos Kémiai Biztonsági Intézet (OKBI)
- Országos Epidemiológiai Központ (OEK)
- Országos Egészségfejlesztési Intézet (OEFI)
- Országos Élelmezés- és Táplálkozástudományi Intézet (OÉTI)
- Országos Alapellátási Intézet (OALI)
- Országos Gyermekegészségügyi Intézet (OGYEI)[15]

## Terjedése
A középkori pestisjárvány terjedésében a genovai kereskedőhálózat is szerepet játszott.. A repülés elterjedése óta a betegségek terjedése is felgyorsult. Így vált a HIV helyi betegségből világméretűvé. A 2002-2003-as SARS járvány során a terjedési útvonalak igazolták ezt az állítást: Míg Ázsiában a hagyományos utak, addig Kanadában a repülőutak voltak a fő irányadók. Dél-Amerikában a 2015-2016-os zika-vírus járványt kapcsolatba hozták a labdarúgó-világbajnokság miatt megnövekedett utazási kedvvel.
A WHO szerint a pandémia túlterhelheti a rendelkezésre álló kórházi kapacitást egyes országokban. Ezért olyan óvintézkedésekre lehet szükség, mint a szociális távolságtartás vagy a karantén.
A pandémiák és a hozzájuk hasonlóan terjedő folyamatok kvantitatív leírására számítógépes szimulációt használnak, valamint az elméleti biológia módszereit, mint például a SIR-modellt.

## Nagy pandémiák

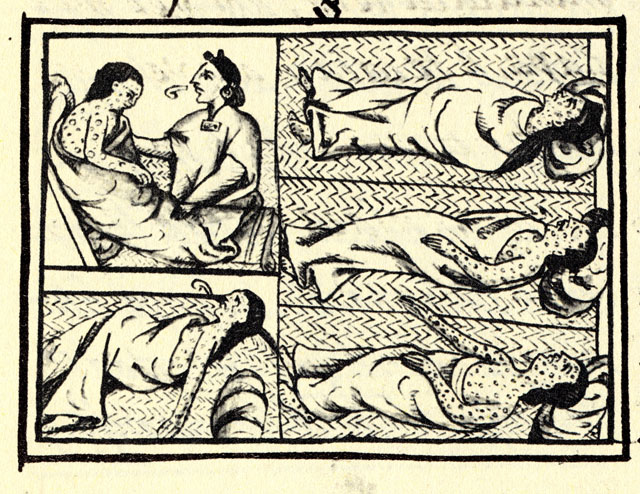
A himlő az aztékok között is pusztított. Florentine Codex (1540–1585)

A következők történelmi pandémiákat listáznak, a teljesség igénye nélkül.
- Antoninusi vész, 165–180. Habár a kortársak pestisnek nevezték, de inkább fekete himlő volt. A Római Birodalomban tomboló járvány összesen 5 millió halottat hagyott maga után.[18]
- Justinianusi pestis, 541-542. Gyaníthatóan tényleg pestis. A rómaiak által ismert világban terjedt el, és hatásai a 8. századig érezhetőek voltak. A halálos áldozatok száma vitatott.
- Fekete halál, 1347-1352. Közép-Ázsiából indulva végigtarolta egész Európát is. Becslések szerint 25 millió áldozatot követelt, ami Európa lakosságának a harmada volt.
- A harmadik pestispandémia 1855-ben indult Kínában,[19] és 1896-ban világméretűvé vált. A WHO 1960-ban aktívnak tekintette, habár addigra csak évi kevesebb, mint 200 új fertőzést regisztráltak világszerte.[20] Egyedül Indiában 10 millió, Kínában 2 millió ember halálát okozta.[21]
- A HIV/AIDS járvány az 1980-as években kezdődött. Az UNAIDS szerint 2018-ig 75 millió fertőzött és 32 millió halott.[22]
- SARS, 2002-2003. Négy kontinensen volt jelen, habár viszonylag kevés fertőzöttel: 8100 esetet jelentettek a WHO-nak.[23]
- Covid19, 2019-től. A WHO 2020. március 11-én pandémiává nyilvánította. Sok országban kötelezővé tették a szociális távolságtartást, és más korlátozásokat is bevezettek.

## Influenza
A médiában nagy figyelemre tettek szert az influenzajárványok; különösen a pandémiák. Az influenzavírusoknak két fontos fehérjéjük van, melyek a vírus burkának felszínén helyezkednek el: a hemagglutinin (H) és a neuraminidáz (N). Az immunrendszer rendszerint ezek alapján ismeri fel a vírust. Azonban ezek a fehérjék változékonyak; a korábbi influenza alapján az immunrendszer nem ismeri fel az újat. Így az új influenza egy darabig vígan szaporodhat a szervezetben.
A szezonális influenza helyi járványokat okoz, melyekben az adott régió népességének 10-20%-át betegíti meg. Ezeket az előző évi influenzából mutálódott új vírusok okozzák. A világjárványokat okozó influenza ennél gyorsabban terjed, és képes több kontinensre is eljutni, ágynak döntve a népesség 50%-át. Az ezt kiváltó vírus az emberi és a madárinfluenza keveréke, ami akkor keletkezhet, ha a kétféle influenza egy szervezetet támad meg.
Az influenza rendszerint halálos áldozatokat is szed. Ezek legtöbbje a szövődményekbe hal bele, például bakteriális felülfertőzés által okozott tüdőgyulladásba. Például a Robert Koch-intézetbe 2017/2018 téli félévében körülbelül  334 000 laboratóriumban igazolt influenzás megbetegedést jelentettek. 60 000 beteget kórházban kellett kezelni, és közülük 1674-en meghaltak.
Néhány influenzapandémia a 19. századtól:
- 1889-1895, a kortársak orosz influenzának nevezték, kiindulási helye alapján. 1 millió halott, A/H2N2 vagy A/H3N8 típus.[25][26]
- Spanyolnátha, (1918–1920), 20-50 millió halott,[25][26]  A/H1N1 típus.
- Ázsiai influenza, (1957/58), 1–4 millió halott, A/H2N2 típus.[25]
- Hongkongi influenza, (1968), 1–4 millió halott, A/H3N2 típus.[25]
- Orosz influenza, (1977/78), 700 000 halott, főleg gyerekek és fiatalok. A/H1N1 típus.[27]
- Sertésinfluenza, (2009/10), 100 000–400 000 halott,[25]  A/California/7/2009 (H1N1) típus. Viszonylag alacsony patogenitása miatt vitatott.

## Megelőző intézkedések
1948-ban a világegészségügyi szervezet globális felügyeleti rendszert állított fel, ami számos referencialaborral vizsgálja a kórokozót, új törzsek után keresgélve. Ezek a környezettanulmányokra alapulnak az ajánlások az influenzaoltásokra a következő szezonra. Az ajánlás és az oltóanyagok elkészülte között akár egy teljes év is eltelhet. A WHO 1999-ben minden országtól nemzeti pandémiatervet követelt. Az intézkedések célja az oltóanyag kifejlesztésének felgyorsítása. Európa számára az Európai Gyógyszerügynökség Vaccine Expert Group csoportja dolgozta ki a vezérvonalakat. Másrészt biztosítani kell a betegellátást, továbbá csökkenteni a fertőződés esélyét a közösségi távolságtartással.  2006-tól 2015-ig az évi 0,5–1,5 milliárd oltóanyag 6 milliárdra nőtt.
Influenza esetén a légutakat pneumokokkuszok támadhatják meg. Ez tüdőgyulladást okozhat, amely leginkább idősek, krónikus betegek esetén halált is okozhat. A pneumokokkuszok elleni védőoltás csökkenti a felülfertőzés és a halál esélyét.

## Az A/H5N1 influenza példája
A 2005-2006-os A/H5N1 madárinfluenza megmutatta, hogy a vírusok a vándormadarakkal is képesek terjedni. A WHO a 3-as fázist rendelte hozzá, és az 2020 februárjában is ebben a fázisban volt.
Arra az esetre, hogyha a madárinfluenza úgy mutálódna, hogy emberről emberre tudjon terjedni, akkor a következő szakaszokkal kellene számolni:
Az első hónapokban egyáltalán nem állna rendelkezésre oltóanyag, mivel annak kifejlesztésére és az első ampullák legyártására idő kell. Ekkor csak a már ismert vírus elleni szerek, és olyan intézkedések segíthetnek, mint például szociális távolságtartás, karantén, védőmaszk, immunerősítés. Annyi vírusellenes szert kell előállítani, hogy azokkal a lakosság 20-25%-a ellátható legyen.
Legkésőbb hat hónap múlva elkészülnének az első ampullák, de tömegtermelésre még nem kerülhetne sor. A katasztrófaterveknek gondoskodniuk kell arról, hogy például a kórházi személyzet, a rendőrség, a tűzoltóság és a hadsereg mielőbb oltva legyen. A szakértők ezért sürgetik, hogy állami támogatással megemeljék a békebeli kapacitást a gyógyszergyáraknál. Mivel teljes védettség nem várható, azért az óvintézkedéseket továbbra is fenn kell tartani. Az előkészületeknek a kórházi kapacitásról is gondoskodniuk kell.
2006-ban a bécsi influenzakongresszuson arról beszéltek, hogy az oltóanyag 95%-át mindössze kilenc államban termelték, ami azt jelentette, hogy az emberiség 86%-a olyan országban él, ahol nem termelnek oltóanyagot. 2007-ben az összes oltóanyag-kapacitás csak 300 millió ember számára lett volna elég, hogyha a szezonális influenzakapacitásokat is a pandémiaoltásokra állítják át. 2011-ig további tizenegy országban kezdtek el oltóanyag-termelésre felkészülni. Az azóta is folyó kapacitásbővülés ellenére is illúzió azt gondolni, hogy a Föld teljes lakossága megvédhető oltásokkal az influenzától.
2006 júniusában a Nature-ben megjelent egy cikk, hogy a tömeges védőoltás influenza esetén elkésett, legalábbis az első hullámmal szemben. A szerzők szerint tetőzés a járvány kezdete után két-három hónappal várhatóak, és az egész járvány nem tart négy hónapnál tovább.

## Az intézkedések kritikája
Egyes elméletek szerint a gyógyszergyárak pénzükkel befolyást vásárolnak, hogy azzal még nagyobb haszonra tegyenek szert. A WHO sem kivétel.  Wolfgang Wodarg német orvos emiatt 2015-ben vizsgálatot kért az Európa Tanácstól. Ugyanebben az évben a Medico international szónoka, Thomas Gebauer is hasonló kritikát fogalmazott meg a nem kormányzati szervezetek, mint alapítványok és vállalatok befolyásával szemben. A WHO nem válaszolt a kritikákra.
A klímaváltozás összetevőinek hatásaként mutatja be a jelenséget a Stockholm-paradigma, lényege, hogy a földi éghajlat megváltozásával szükségszerűen együtt jár az emberre és a háziállatokra veszélyes járványok gyakoribbá válása, és ezek olyan nyomás alá helyezik az emberi társadalmat, amely vagy kikényszeríti a civilizáció és a termelési folyamatok alapos átalakítását, vagy káros következményekkel jár a humán népességre nézve. Ezért fokozott megelőző, felkészülő intézkedések volnának szükségesek.

## Fordítás
Ez a szócikk részben vagy egészben  a   Pandemie című német Wikipédia-szócikk fordításán alapul.  Az eredeti cikk szerkesztőit annak laptörténete sorolja fel. Ez a jelzés csupán a megfogalmazás eredetét és a szerzői jogokat jelzi, nem szolgál a cikkben szereplő információk forrásmegjelöléseként.